# Attentat du 27 janvier 2018 à Kaboul
L'attentat du 27 janvier 2018 à Kaboul est une attaque terroriste islamiste à l'ambulance piégée des talibans qui a lieu le 27 janvier 2018 à Kaboul (Afghanistan). L'attaque fait 103 morts et 235 blessés.

## Déroulement
L'attentat est effectué par un kamikaze au volant d'une ambulance chargée d'explosif. Celui-ci se fait exploser près du ministère de l'Intérieur. L'attaque est revendiquée par les talibans qui affirment avoir visé le ministère de l'Intérieur et les forces de police. Cependant, l'explosion provoque surtout la mort de nombreux civils qui transitaient dans la zone.

## Bilan humain
L'attentat fait au moins 103 morts et 235 blessés selon le bilan donné par le ministère afghan de l'intérieur au lendemain de l'attaque.